# Фатуллаев-Фигаров, Шамиль Сейфулла оглы
Шамиль Сейфулла оглы Фатуллаев-Фигаров (азерб. Şamil Seyfulla oğlu Fətullayev-Fiqarov; 24 декабря 1928, Дербент, Дагестанская АССР, СССР — 9 марта 2015, Баку, Азербайджан) — советский и азербайджанский архитектор и историк архитектуры, академик Национальной академии наук Азербайджана, заслуженный архитектор Азербайджанской ССР (1979).

## Биография
В 1953 году окончил архитектурный факультет Азербайджанского политехнического института, в 1959 году — аспирантуру Института архитектуры и искусства Академии наук Азербайджанской ССР. В 1963 году защитил кандидатскую, а в 1979 году — докторскую диссертации, в 1990 году ему было присвоено учёное звание профессора. В 1989 году был избран членом-корреспондентом Академии наук Азербайджана, а в 2014 году — действительным членом Национальной академии наук Азербайджана по специальности архитектура.
- 1954—1956 гг. — в Бакинском государственном проектном институте,
- 1956—1988 гг. — в Институте архитектуры и искусства Академии наук Азербайджанской ССР: младший научный сотрудник, старший научный сотрудник и заведующий лабораторией,
- 1988—1993 гг. — директор Института архитектуры и искусства Национальной академии наук Азербайджана.

С 1993 года — заведующий отделом истории и теории архитектуры, градостроения Института архитектуры и искусства Национальной академии наук Азербайджана.

## Научная деятельность
Является основоположником научной школы в изучении истории азербайджанского зодчества и градостроительства в XIX—XX веках, провел большую исследовательскую работу в области истории архитектуры города Баку. Сыграл значительную роль в открытии многих архитектурных памятников, утвержденных в качестве государственных заповедников.
Им было подготовлено 15 докторов философии и 4 доктора наук. Автор более 100 публикаций и 9 монографий, посвященных основным архитектурным стилям и национальным архитектурным традициям. «Архитектурная энциклопедия Баку» и ряд других фундаментальных трудов ученого были переведены на иностранные языки. Среди них: «Архитектура градостроения Баку в начале XIX—XX вв.», «Градостроительство и архитектура Азербайджана XIX-начала XX вв.», «Мечети Азербайджана», «Города Ирана эпохи каджаров», «Энциклопедия архитектуры Баку», «Архитектура Апшерон».
Являлся президентом Международной академии архитектуры стран Востока, членом-корреспондентом Международной академии архитектуры (Москва) и действительным членом Международного конгресса по турецкому искусству.

## Награды и звания
- Заслуженный архитектор Азербайджанской ССР (1979)
- Орден «Знак Почёта» (1986)
- Государственная премия Азербайджанской ССР (1988)
- Медаль «Ветеран труда» (1989)
- Орден «Слава» (2000)
- Персональная пенсия Президента Азербайджанской Республики (2008)[2]